# Hamburger

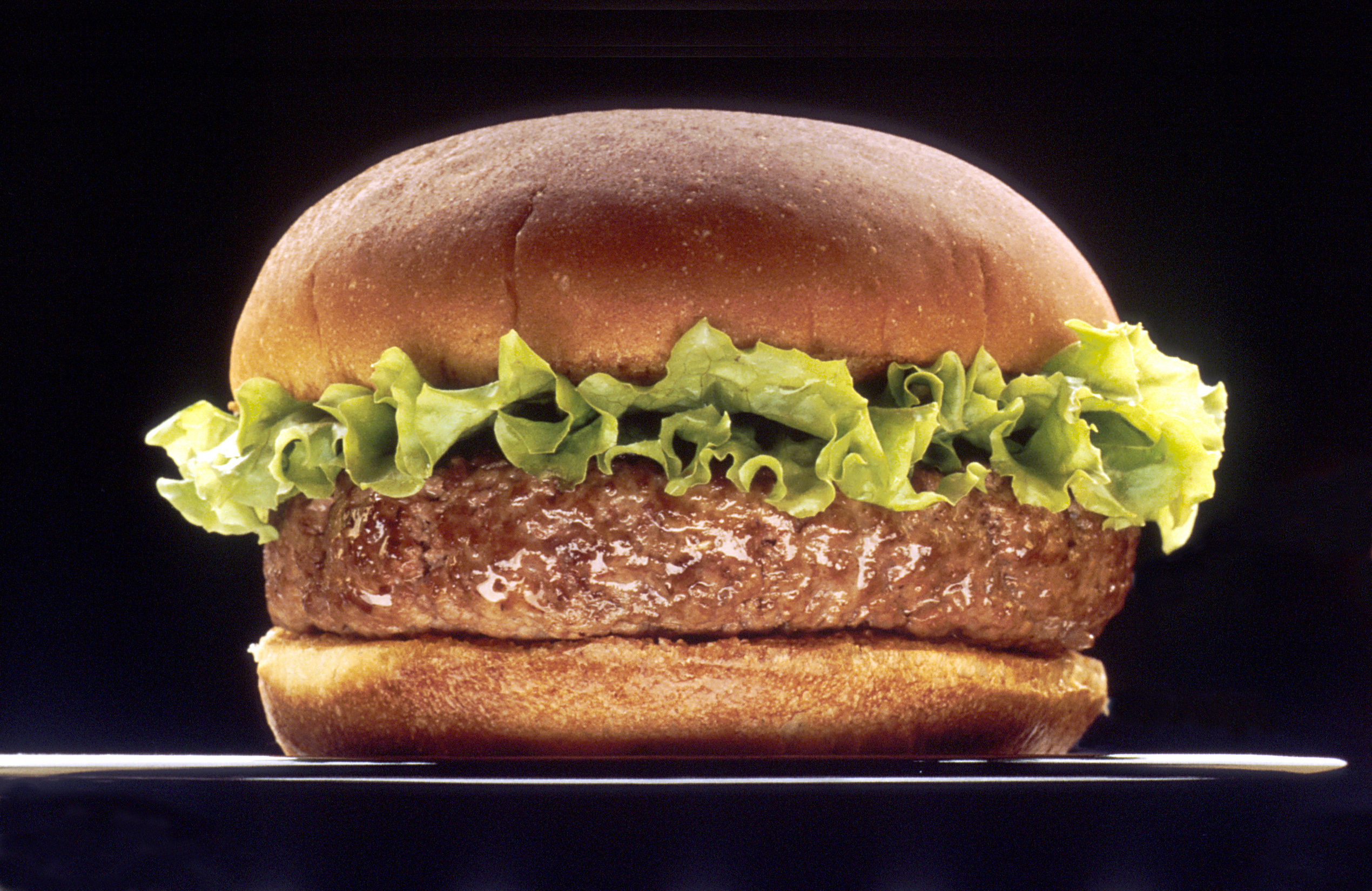
Hamburger

Ein Hamburger (Aussprache: [ˈhamˌbʊʁɡɐ]  oder [ˈhɛmˌbœːɐ̯ɡɐ] ; kurz Burger) ist eine weltweit verbreitete Speise, die aus einem speziellen Brötchen, dem Bun, besteht, das mit verschiedenen Belägen, hauptsächlich jedoch einer gegrillten Scheibe aus Rinderhackfleisch (dem Patty, einer Art Hacksteak), belegt wird. Häufig dient es als warmes Schnell- oder Fertiggericht als Standardartikel vieler Fast-Food-Ketten, hält aber zunehmend Einzug in die klassische und sogar die gehobene Gastronomie.

## Etymologie
Die genaue Entstehung des Wortes „Hamburger“ ist nicht überliefert. Sicher ist, dass die erste Silbe „Ham“ nichts mit dem englischsprachigen „Ham“ (deutsch Hinterschinken) zu tun hat. Vielmehr leitete es sich aus dem Kurzwort für gebratenes Hackfleisch (englisch hamburger steak) ab, das Hamburger Einwanderer im 19. Jahrhundert einführten.
Es gibt dazu konkurrierende Theorien über den Ursprung des Hamburgers:
- Mehrere Hypothesen gehen davon aus, dass der Name tatsächlich auf die deutsche Stadt Hamburg zurückzuführen sei. Es gibt in Hamburg den traditionellen Imbiss Rundstück warm. Dieses besteht aus einem Weizenbrötchen („Rundstück“) mit einer Scheibe Braten darin sowie Bratensoße, die darüber gegeben wird. Eine andere Variante dieses „Hamburger Stücks“ besteht aus einem Weizenbrötchen mit einer Hackfleischfrikadelle aus Beefsteak und Eigelb. Dieses Rezept, so die Hypothese, sei mit deutschen Einwanderern in die USA gekommen.[5] Überdies seien Frikadellen mit Brötchen auf den Auswandererschiffen, die oft in Hamburg ablegten, eine beliebte Speise gewesen. Auf der Weltausstellung 1904 in St. Louis wurden solche Hackfleischbrötchen – noch ohne „er“-Endung – nachweislich als „Hamburg“ verkauft.
- In einem US-amerikanischen Kochbuch von 1842 taucht der Begriff Hamburger Steak für ein Steak aus Rinderhackfleisch (amerikanisches Englisch ground beef, britisches Englisch minced meat) auf. Das Hacksteak nannte man auch „Steak nach Hamburger Art“, benannt nach der norddeutschen Stadt. George Motz, Autor des Werks Hamburger America, welches sich mit der Geschichte und dessen US-regionalen Varietäten befasst, stützt die These, wonach das hamburg steak erst über deutsche Einwanderer in den USA als Imbiss auf Jahrmärkten um das Brötchen ergänzt wurde.[6]
- Eine andere Theorie besagt hingegen, dass die Bezeichnung 1885 auf einem Jahrmarkt im Erie County nahe der amerikanischen Stadt Hamburg bei Buffalo im US-Bundesstaat New York entstanden sei. Dort hatten die Menches Brothers einen Imbissstand, auf dem sie wegen eines Engpasses an Schweinebraten (englisch Hot Pork) mit Rindfleisch als Ersatz experimentierten. Ihre Kreation nannten sie entsprechend dem Geburtsort Hamburger. Diese Theorie wird vom Staat New York offiziell mit dem Slogan New York’s Gift to World Cuisine, The Hamburger verbreitet, aber vielfach angezweifelt.[7]
- Eine weitere Theorie besagt, dass in den ersten Jahren der Besiedelung der USA (vor dem Aufbau der Rinderzucht) importiertes Rindfleisch (vornehmlich über den Hamburger Hafen, mit Stangeneis gekühlt) ein Luxusgut war; das Slangwort Hamburg bezeichnete allgemein Rindfleisch gehobener Qualität; diese sollte also hervorgehoben werden.

Das englische Wort „hamburger“ kann sowohl für die verwendete Hackfleischsorte (mageres Rinderhack) als auch für das nackte Fleischgebilde ohne Brötchen und weitere Zutaten stehen. Wurde dieses Fleisch in Brot oder ein Brötchen gelegt, bezeichnete man es als Hamburger Sandwich. In der Mitte des 20. Jahrhunderts wurden beide Begriffe auf Hamburger oder nur Burger verkürzt. Im Deutschen ist mit Hamburger oder Burger immer der gesamte Imbiss aus Fleisch und Brötchen gemeint, in der DDR-Küche war – abgrenzend – dafür der Begriff Grilletta offiziell eingeführt worden, der sich aber nicht durchsetzte.

## Geschichte

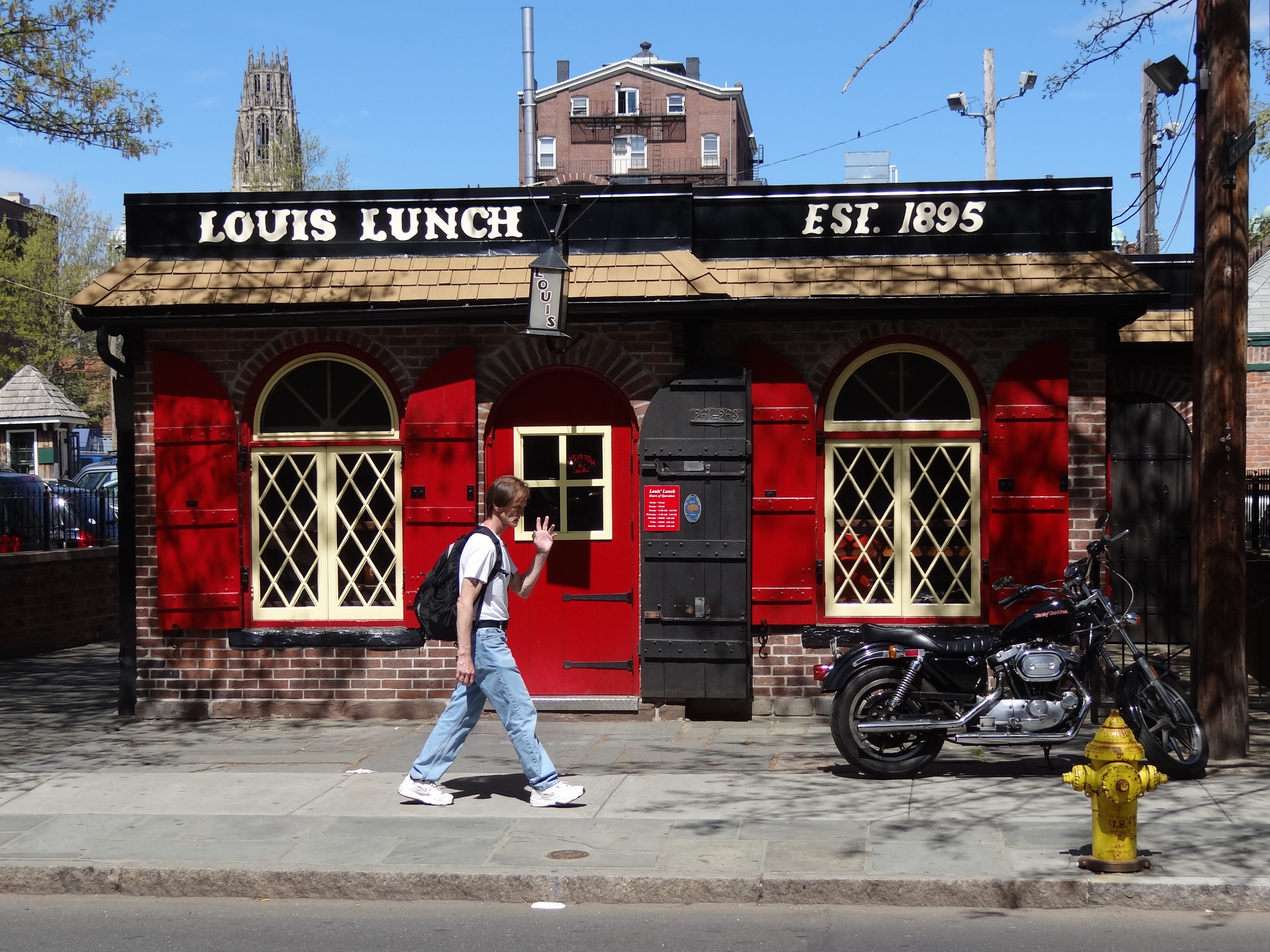
„Louis’ Lunch“ in New Haven (2012)

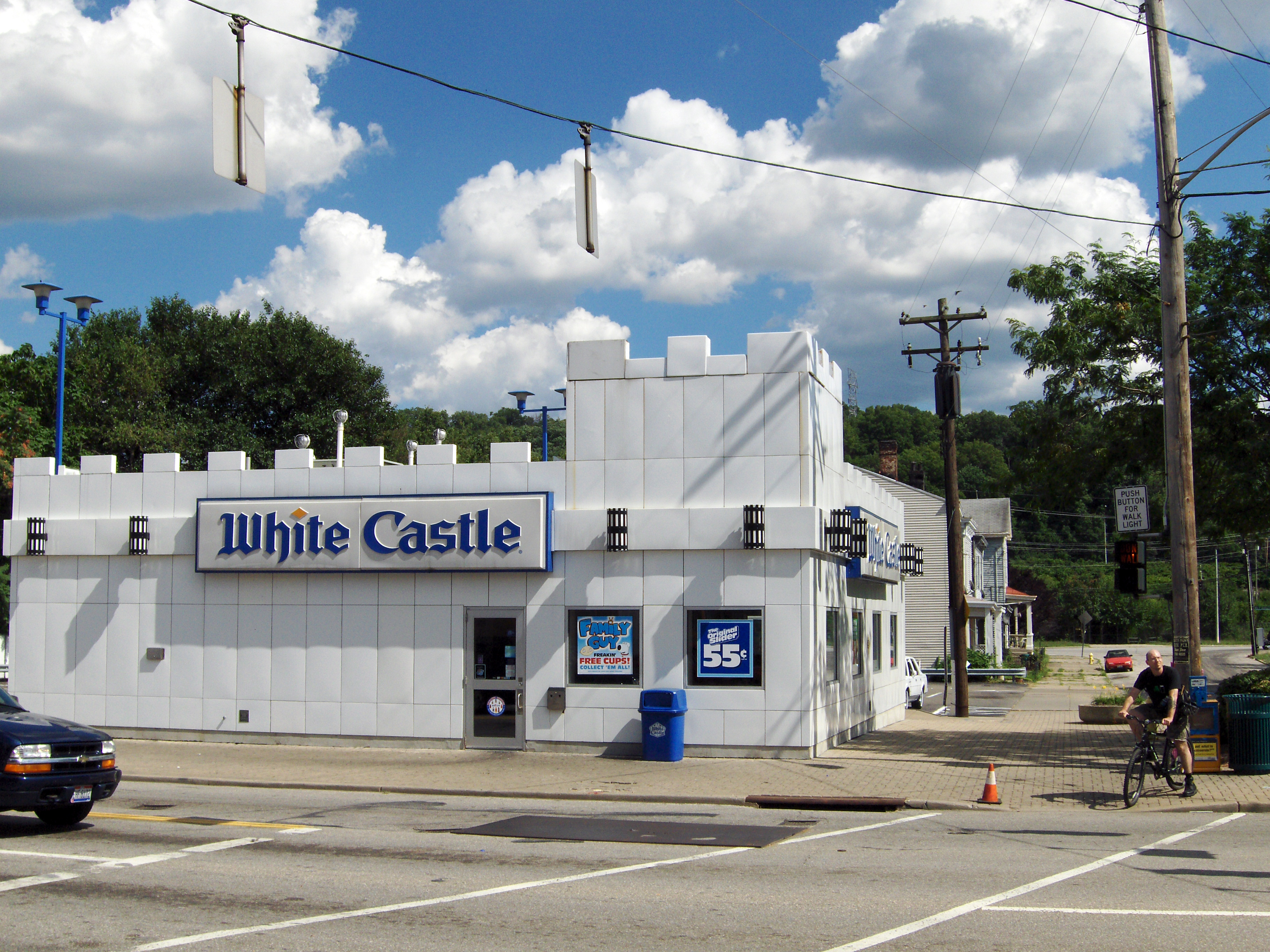
White-Castle-Filiale in Cincinnati, Ohio

In der 1758 erschienenen Ausgabe des Buches The Art of Cookery Made Plain and Easy von Hannah Glasse findet sich ein Rezept mit dem Titel „Hamburgh sausage“, in dem vorgeschlagen wird, die Wurst „geröstet mit geröstetem Brot darunter“ zu servieren. Die früheste Erwähnung des „Hamburger Steaks“ im Oxford English Dictionary stammt aus dem Jahr 1802, ein Gericht aus gesalzenem und geräuchertem Rinderhackfleisch. Ein ähnlicher Snack war auch in Hamburg unter dem Namen „Rundstück warm“ im Jahr 1869 oder früher beliebt. Den ersten Hamburger in einem Gastronomiebetrieb servierte wahrscheinlich um 1900 als „steak sandwich“ der „Louis’ Lunch“ des deutschstämmigen Louis (Ludwig) Lassen in New Haven. Es bestand aus Rinderhackfleisch (englisch ground beef), das von zwei Toastbrotscheiben bedeckt war. Die Imbissbude steht auch heute noch im Zentrum von New Haven (261 Crown Street). Dort wird immer noch der Hamburger in seiner ursprünglichen Art – mit Zwiebeln, Tomaten und Käse, jedoch ohne Senf oder Ketchup – serviert. Louis Lassen hat angeblich um 1900 einem eiligen Gast mit diesen Zutaten belegtes, gegrilltes, aus nicht verkauften Steaks selbst hergestelltes Hackfleisch zwischen zwei Toastscheiben serviert. Der Gast war begeistert, und eine neue Form des amerikanischen Sandwichs war, so die Geschichte, geboren.
Nach Beschluss des Gesetzgebers von Wisconsin soll 1885 erstmals Charlie Nagreen, der als Hamburger Charlie bekannt gewesen sein soll, in Seymour (Wisconsin) Hamburger verkauft haben. Der Gouverneur von Oklahoma beschloss demgegenüber 1995, dass Oscar Bilby in Tulsa 1891 erstmals Hamburger verkauft habe.
Noch im Jahr 1925 landete der Hamburger bei einer Befragung nach dem Lieblingsessen in New Yorker Restaurants auf Platz 19.
1948 wurde im McDonald’s-Grillrestaurant in Los Angeles das Speedee-System eingeführt, dadurch wurde die Grundlage für den weltweiten Erfolg der Systemgastronomie mit dem Hamburger als ihrem Kernprodukt gelegt; der Hamburger wurde zu einem billigen, weltweit massenhaft konsumierten Imbiss.

## Varianten

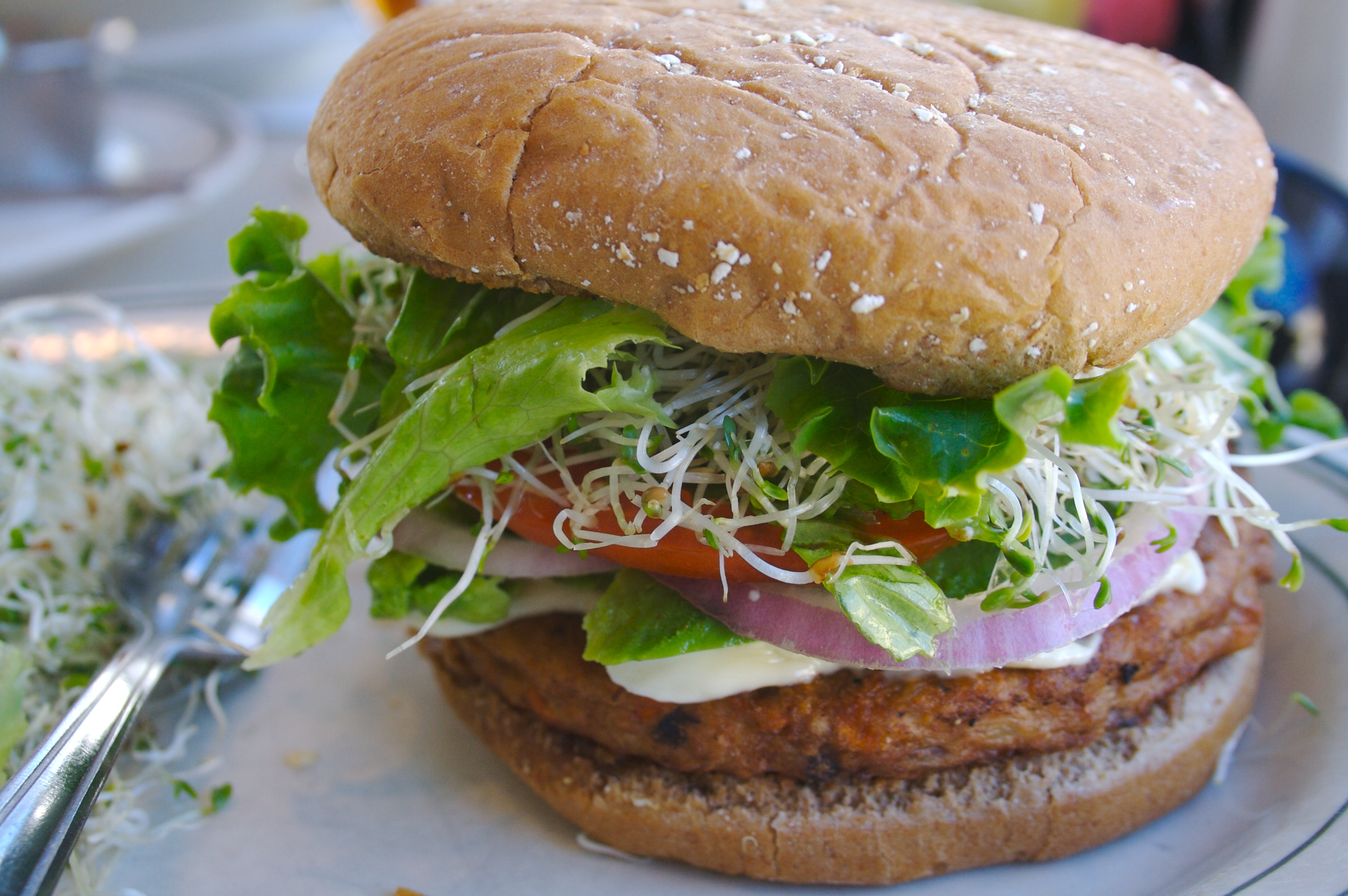
Ein Veggie-Burger

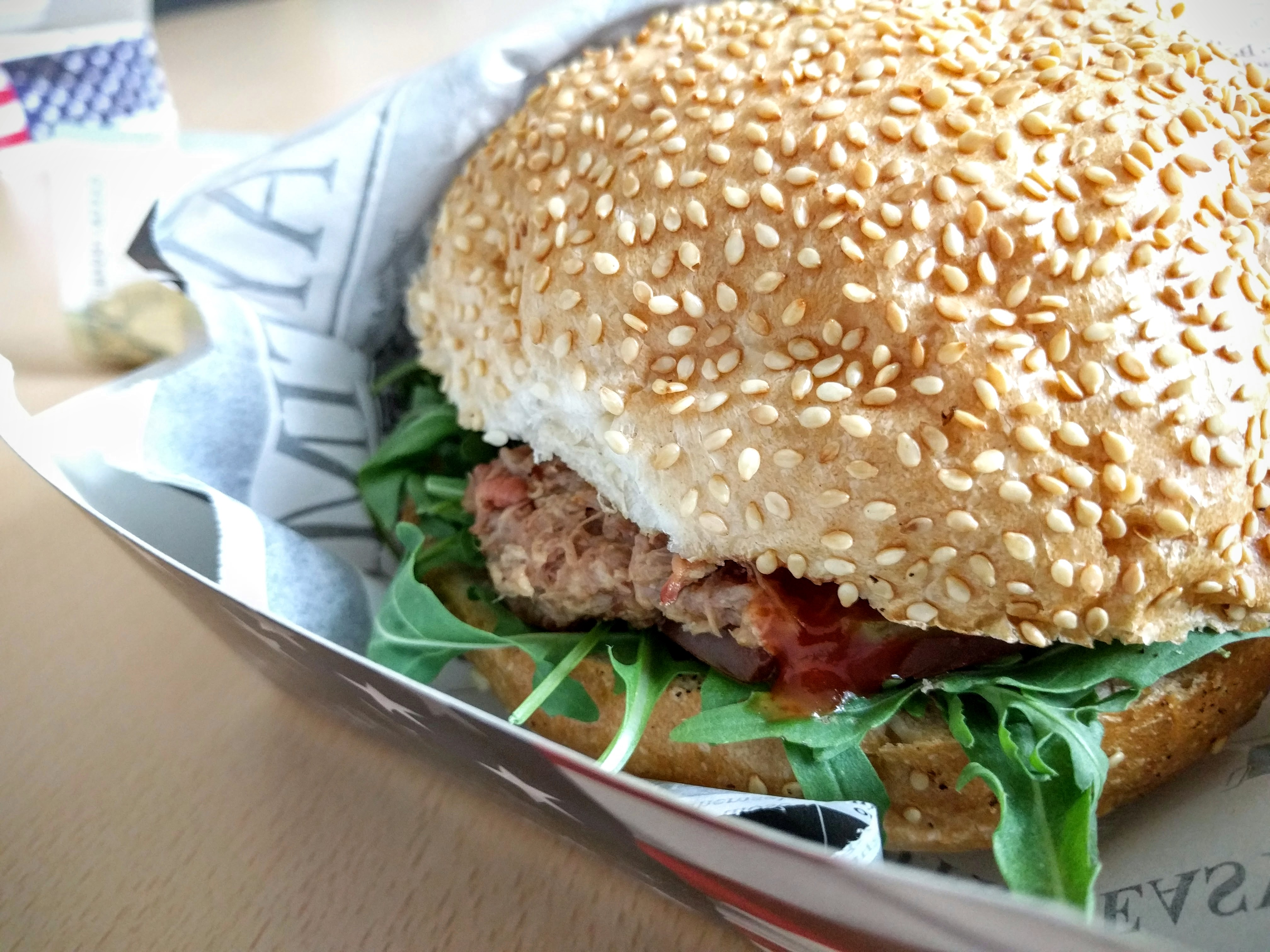
Ein Pulled-Pork-Burger

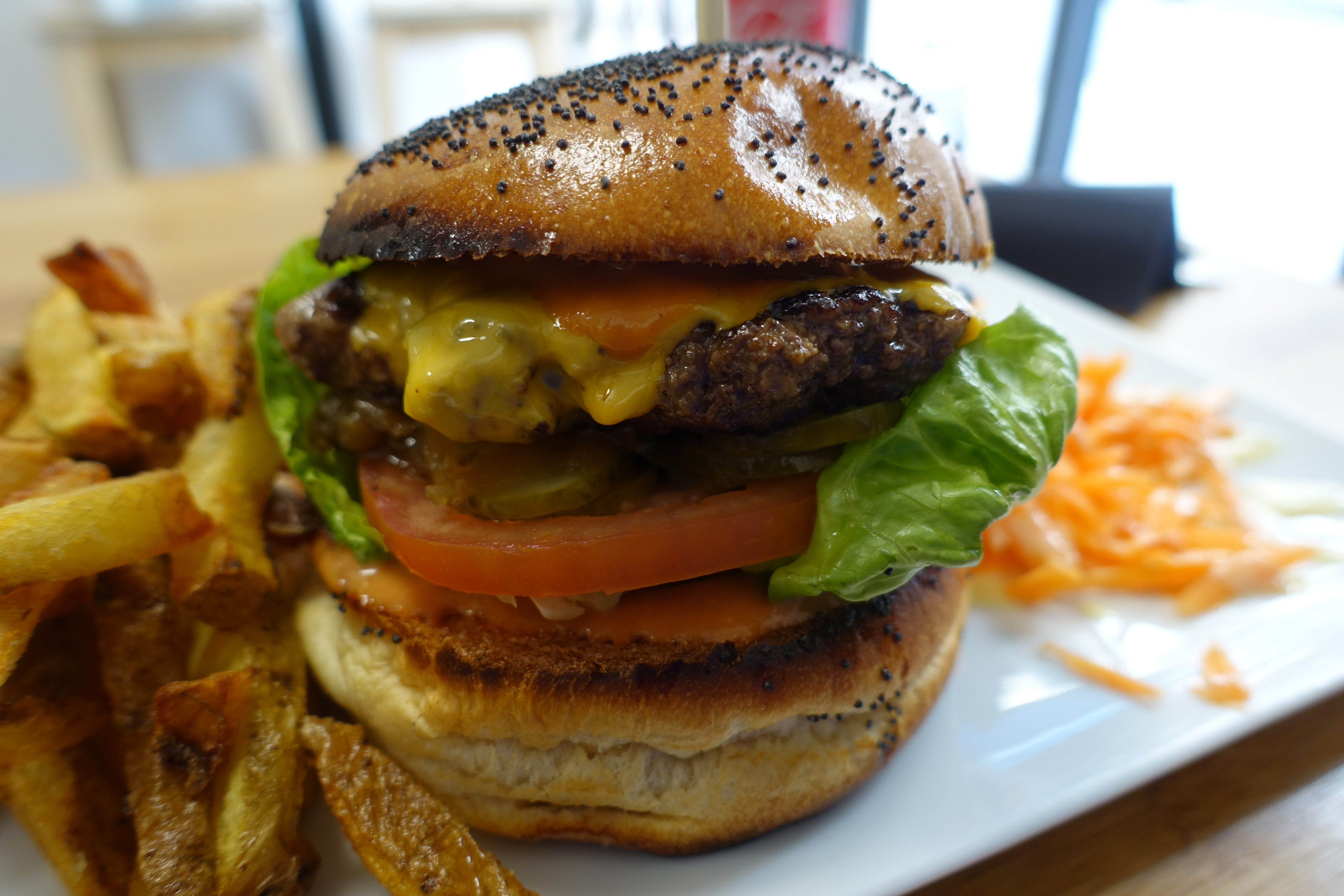
Beliebte Beilage sind Pommes

Dem Variantenreichtum der „nach Art eines Hamburgers zubereiteten“ Burger sind kaum Grenzen gesetzt. Eine der verbreitetsten Varianten ist der Cheeseburger, ein Hamburger mit zusätzlichem Käse. Nicht mit Rindfleisch belegte Burger sind beispielsweise Chickenburger, Fischburger (wie beispielsweise der sogenannte Bremer), Pulled-Pork- bzw. Pulled-Beef-Burger oder vegetarische Varianten wie der Veggie-Burger, die meistens mit Gemüsebratlingen belegt werden. Seit August 2017 bieten verschiedene Schweizer Detailhändler zudem Insekten-Burger an.

## Zubereitung
Die wichtigste Zutat des Hamburgers ist der Patty. Für die optimale Zubereitung ist es wichtig, frisches Rinderhackfleisch zu nutzen, denn idealerweise sollte der Burger auch medium (Kerntemperatur unter 60 bis 65 °C) gebraten werden können. Daher sollte man auch auf Fertigware als gefrorene Bratlinge verzichten (wie sie beispielsweise in der Fast-Food-Industrie verwendet werden). Außerdem raten Experten dazu, relativ grob gewolftes Hack zu nehmen, mit einem Fettanteil von 15–20 %.
Beim Formen des Patties sollte nur leichter Druck ausgeübt werden, das sorgt für eine lockere Konsistenz und ein zartes Ergebnis. Die Fleischmasse sollte vorher nicht durchmengt werden (beispielsweise um Gewürze unterzumischen). Das unterscheidet den Hamburger-Patty von der Frikadelle. Ein Hamburger kann sowohl auf einem Grill als auch in der Pfanne optimal gegart werden. Wie auch bei Steak gilt: Je durchgegarter der Patty, desto fester und zäher wird er. 

Eine weitere Zubereitungsart ist der Smash Burger (auch: Smashed Burger). Dabei wird das Hackfleisch (meist in Kugelform) auf dem Grill bewusst mit Kraft plattgedrückt. Dadurch entstehen eine knusprige Kruste und zusätzliche Röstaromen.
Neben dem Hamburger ist der Cheeseburger (mit geschmolzenem Cheddar-Käse) ein Klassiker. Das Brötchen (Bun) ist in der Regel aus Briocheteig gebacken. Zu den weiteren üblichen Zutaten gehören Salatblätter, dünne Tomatenscheiben, Ketchup, Mayonnaise und Senf sowie Gewürzgurken und Zwiebeln.

## Lebensmittelrecht in Deutschland
Die Zusammensetzung der Fleischscheibe eines Hamburgers oder Beefburgers nach deutscher Verkehrsauffassung ist in den Leitsätzen für Fleisch und Fleischerzeugnisse des Deutschen Lebensmittelbuches definiert. Sie darf demnach ausschließlich aus Hackfleisch aus grob entsehntem Rindfleisch hergestellt werden und gegebenenfalls Salz und Gewürze enthalten. Weitere Zutaten entsprächen daher nicht den Erwartungen des Verbrauchers und müssten beim Inverkehrbringen in der Kennzeichnung ausgewiesen werden. Seit 1. Dezember 2014 umfasst diese Beschreibung auch den „Cheeseburger“, einen Hamburger mit Käse- oder Schmelzkäseauflage.